# 한문배
한문배(韓文培, 1954년 3월 22일~)는 대한민국의 축구 선수, 지도자이다.

## 경력
영등포공업고등학교와 한양대학교를 졸업하였으며 실업축구 서울신탁은행 축구단에서 성인 선수 경력을 시작하였다. 1984년 럭키금성 황소에 창단 멤버로 입단하여 초대 주장을 역임하였으며 1986년까지 활약을 하였다. 또한 1985년 럭키금성의 축구대제전 수퍼리그 우승 주역으로 최우수선수상 MVP의 영예를 얻었다.
선수 은퇴 후 지도자로서 한양대학교 축구부와 수원시시설관리공단 여자 축구단을 거쳐 2009년 10월 수원고등학교 축구부 감독으로 재직중이다.

## 통계

### 국가대표팀
| # | 날짜           | 장소 | 홈 팀 | 최종 결과 | 원정팀   | 대회        | 득점 | 비고 |
| - | -------------- | ---- | ----- | --------- | -------- | ----------- | ---- | ---- |
| 1 | 1983년 3월 6일 | 도쿄 | 일본  | 1 - 1     | 대한민국 | 한일 정기전 | -    |      |

## 수상

### 선수

#### 클럽
럭키금성 황소
- K리그1

● 우승 (1): 1985
● 준우승 (1): 1986

#### 개인
- 1985년  K리그1 최우수선수상 수상
- 1985년  K리그1 베스트 11 df 선정